# Кліматологія

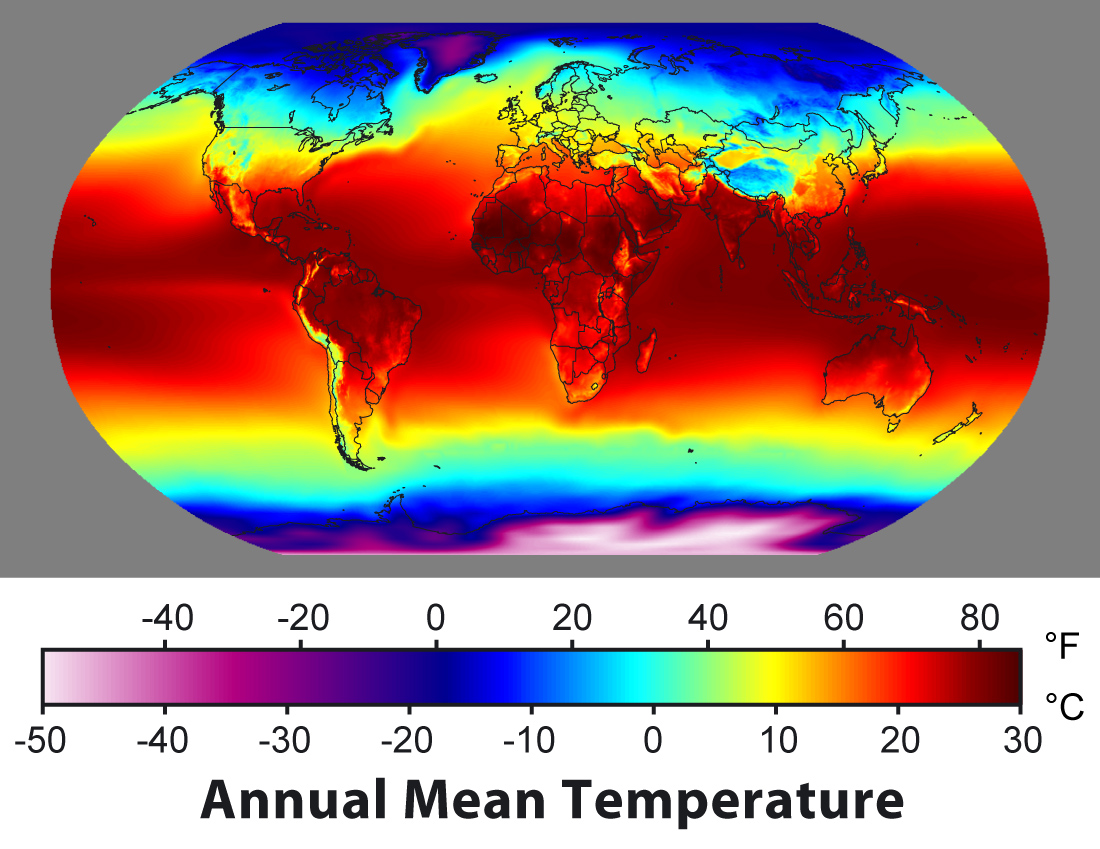
Map of the average temperature over 30 years. Data sets formed from the long-term average of historical weather parameters are sometimes called a «climatology».

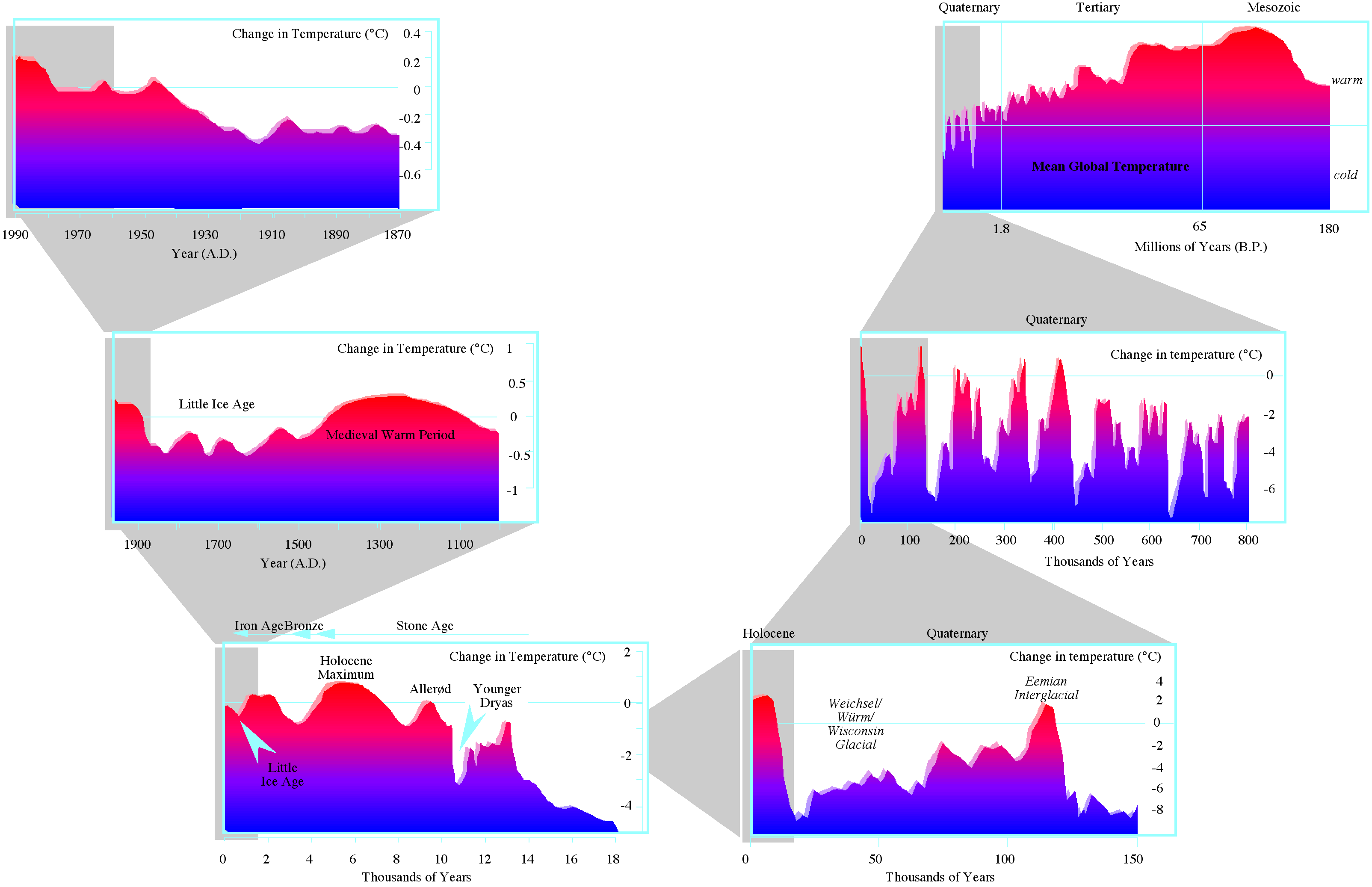
Коливання температури атмосфери Землі з часів мезозойської ери до сьогодення

Кліматоло́гія (від грец. κλίμα — «нахил» і -λογία — «знання») — наука, що вивчає питання кліматоутворення, опис і класифікацію клімату земної кулі, антропогенні впливи на клімат. Належить до географічних наук, оскільки клімат є географічною характеристикою. Так само належить до географічної частини метеорології, оскільки кліматотворні процеси мають геофізичну природу.